# コーヒーが冷めないうちに
『コーヒーが冷めないうちに』（コーヒーがさめないうちに）は、川口俊和による日本の戯曲。当時、劇団音速かたつむり（2011年解散）主宰の脚本家・演出家の川口が主宰する演劇ワークショップ公演として、川口演出で2010年3月に初演された。過去に戻ることができると噂の喫茶店を舞台に、4つの奇跡の物語を描く。第10回（2013年）杉並演劇祭演劇大賞受賞作。
2015年に川口著により同名で小説化され、のちシリーズ化。また、2018年に同名小説および続編小説『この嘘がばれないうちに』を原作として映画化された。

## 概要
当時、劇団音速かたつむり（2011年解散）の脚本家兼演出家として活動していた川口俊和が手掛けた舞台作品で、2010年3月の演劇ワークショップ用に書き起こされた。2011年2月にあらためてキャストを集めて公演が行われ、それを見に来た編集者が感動し声を掛け、2015年に小説として出版された。
以降も幾度か再演され、2013年3月に行われた公演が第10回杉並演劇祭大賞を受賞。2017年、本屋大賞にノミネートされ、43言語に渡る他言語翻訳もされている。

## あらすじ
親のない20代の女性・時田数（かず）と叔父が営む古い喫茶店。この喫茶店の特定の席に座ると過去にタイムスリップ出来るとの都市伝説がある。その伝説を聞きつけて店の常連になる大学生の新谷亮介。しかしタイムスリップするには複雑なルールがあった。

### 第一話「恋人」
気の強いOLの二美子は、幼馴染の五郎に呼び出され、この喫茶店で会った。その足で空港に向かいアメリカに旅立つという五郎。相談もなかったことに怒った二美子はケンカ別れしてしまった。しかし、内心で五郎を慕っている二美子は1週間後に店に押しかけ、五郎と会った日に戻せと騒いだ
タイムスリップしても過去は変えられないと話す数（かず）。しかも、数が淹れたコーヒーが冷めない内しか時間はなかった。それでも戻ろうとする二美子。だが、問題の席には、いつも一人の女性が座り、彼女がトイレに立つ間しかタイムスリップは試せなかった。無表情に座る女性はタイムスリップに失敗した幽霊だと話す数。
過去に戻っても吾郎とケンカをする二美子。だが、五郎が恋人と別れたことは分かった。現在に戻った二美子は会社を辞め、五郎を追ってアメリカに旅立った。

### 第二話「夫婦」
常連の中年女性・佳代は若年性認知症で夫の房木に世話されながらも、彼が夫だと認識していなかった。それでも、過去に戻って夫に渡せなかった手紙を渡したいと話す佳代。その手紙を妻から受け取りたい房木はタイムスリップし、認知症が軽い頃の佳代から手紙を渡された。それは、記憶が無くなっても最後まで夫婦でいたいというラブレターだった。房木は、彼が誰だが分からない佳代に改めてプロポーズした。

### 第三話「姉妹」
八絵子は仙台の老舗旅館の長女だったが家業を妹に押し付け、喫茶店の近くでスナックを経営していた。仙台から度々上京し、姉への手紙を喫茶店に預けて行く妹の久美。だが、八絵子は一度も手紙を読まなかった。
そんな時、久美が交通事故で亡くなった。久美が喫茶店に居た日にタイムスリップし、初めてじっくり話す姉妹。久美が姉と一緒に旅館を経営したかったのだと知った八絵子は、旅館を継ぐ決意を固めた。
その頃、数と店の外で会うようになる亮介。いつも寂しげで友達もいないという数のために、友達に名乗りを上げる亮介。

### 第四話「親子」
タイムスリップの席に座っている幽霊が、数の母親だと知る亮介。数が6才の時に、数の母親はタイムスリップし、帰るために飲み干さなければならないコーヒーを飲まなかった。そのために幽霊になったのだ。母親に捨てられたと、ずっと心の傷になっている数。
亮介は大学を卒業し社会人になった。亮介と交際し、やがて妊娠する数。しかし、数は幸せになることに臆病だった。母がタイムスリップするときにコーヒーを淹れたことを、数は罪だと感じているのだ。
数をタイムスリップさせて母親と会わせたい亮介。だが、タイムスリップするコーヒーは時田家の女性しか淹れられず、現在は数一人きりで、自分で淹れても失敗するだけだった。そこで一計を案じる亮介。
ある日、店に呼び出された数の前に見知らぬ女子中学生の未来（みき）が現れた。数のためにコーヒーを淹れ、タイムスリップさせる未来。過去に戻った数は、母親のタイムスリップの理由を知った。病弱な母親は余命３ヶ月と宣告され、自分の亡き後の数が心配で、数が必ず店にいる4ヶ月後のクリスマスを目指してタイムスリップしたのだ。母親と再会した幼い数は泣きじゃくって怪我をし、心配した母親は戻るためのコーヒーを飲みそこねて幽霊になったのだった。
母親と話し、自分が捨てられたのではないと安堵する数。改めて母親にコーヒーを飲ませて、数は現在に戻った。未来の姿は消えていたが、彼女が、成長した自分の娘だと知る数。亮介は十数年後に実行する長い計画を立てたのだ。いつの間にか消えている母親の幽霊。結婚した数と亮介は娘の未来を育てて幸せに暮らした。

## 登場人物
時田 数（かず）:喫茶店を経営する若い女性
時田 要:数の母親
新谷亮介:大学生。数の恋人
二美子:OL
五郎:二美子の幼馴染
高竹佳代:認知症の女性
房木康徳:佳代の夫
平井八絵子:スナックの経営者
久美:八絵子の妹
未来（みき）:数と亮介の娘

## 上演
- 2010年3月、東京（初演）
- 2011年2月18日 - 20日、東京・ 萬劇場（音速かたつむりプロヂュースvol.1）
- 2013年3月13日 - 17日、東京・ART THEATER かもめ座（1110プロヂュースvol.4）[注 1]
- 2016年12月13日 - 18日、東京・萬劇場
- 2017年6月13日 - 18日、東京・テアトルBONBON / 8月10日 - 13日、仙台・せんだい演劇工房10-BOX / 10月13日 - 15日、函館・金森ホール（1110プロヂュース）
- 2018年10月30日 - 11月4日、東京・萬劇場（1110プロヂュース）
- 2019年6月26日 - 30日、東京・こくみん共済 coopホール/スペース・ゼロ（ラフカット2019〜25周年スペシャル〜 第4話「コーヒーが冷めないうちに 〜『親子』父を追い返してしまった娘の話〜」）[6]
- 2019年11月13日 - 17日、東京 劇場HOPE（川口プロヂュース）

## 受賞歴
- 第10回（2013年）杉並演劇祭 演劇大賞

## 小説
川口俊和の著で小説化され、シリーズ第1作『コーヒーが冷めないうちに』が2015年12月5日にサンマーク出版より刊行された。「4回泣ける」小説として話題を呼び、累計発行部数が20万部を越えて2017年（第14回）本屋大賞にノミネートされ、第10位となった。
その後もシリーズとして続編が刊行されている。
- 第2作『この嘘がばれないうちに（このうそがばれないうちに）』[9]
  - 2017年3月20日発売。喫茶店「フニクリフニクラ」を舞台に6年後を描く。
- 第3作『思い出が消えないうちに（おもいでがきえないうちに）』[10]
  - 2018年9月25日発売。北海道・函館にある「喫茶ドナドナ」が舞台。
- 第4作『さよならも言えないうちに（さよならもいえないうちに）』
- 2021年9月発売。第1作の一年後を舞台としたシリーズ
- 第5作『やさしさを忘れぬうちに（やさしさをわすれぬうちに）』
- 第6作『愛しさに気づかぬうちに（いとしさにきづかぬうちに）』

### 執筆背景
大学時代の友人(皆藤考史)に誘われてたまたま本作の舞台公演を観たサンマーク出版の編集者・池田るり子が「8回くらい泣いた」と語るほど感動し、終演直後に「これを小説にしませんか?」と川口俊和ヘ小説化を依頼。川口の初の小説として、4年の歳月をかけて書き上げられた。
シリーズ第1作が85万部を突破し続編となるシリーズ第2作『この嘘がばれないうちに』が、さらに第1作および第2作の映画化（後述）にあわせて第3作『思い出が消えないうちに』が執筆されている。同シリーズは2023年7月時点で37言語で刊行、2023年9月時点で累計370万部突破。余談であるが上述の友人は、池田の計らいでシリーズ全作に「協力」として名前がクレジットされている。

### 収録作品
『コーヒーが冷めないうちに』
- 第1話「恋人」 結婚を考えていた彼氏と別れた女の話
- 第2話「夫婦」 記憶が消えていく男と看護師の話
- 第3話「姉妹」 家出した姉とよく食べる妹の話
- 第4話「親子」 この喫茶店で働く妊婦の話

『この嘘がばれないうちに』
- 第1話 22年前に亡くなった親友に会いに行く男の話
- 第2話 母親の葬儀に出られなかった息子の話
- 第3話 結婚できなかった恋人に会いに行く男の話
- 第4話 妻にプレゼントを渡しに行く老刑事の話

『思い出が消えないうちに』
- 第1話 「ばかやろう」が言えなかった娘の話
- 第2話 「幸せか？」と聞けなかった芸人の話
- 第3話 「ごめん」が言えなかった妹の話
- 第4話 「好きだ」と言えなかった青年の話

　『さよならも言えないうちに』
- 第1話　大事なことを伝えていなかった夫の話
- 第2話　愛犬にさよならが言えなかった女の話
- 第3話　プロポーズの返事ができなかった女の話
- 第4話　父を追い返してしまった娘の話

### 登場人物（小説）

#### 『コーヒーが冷めないうちに』
時田 数
主人公。喫茶店「フニクリフニクラ」のウエイトレス。時間移動ができるコーヒーを淹れる事ができる。切れ長の顔立ちをしているが、特徴がない為に人からはあまり覚えられないという。
人と独自の距離感を保ち、感傷的にならずに淡々と物事を進める。人と関わる事を面倒くさいと思っているが、流と計の事は実の兄姉のように思っている。
時田 流
数の従兄で、喫茶店「フニクリフニクラ」のマスター。身長2メートル近い大男。口数は少ないが、家族を思いやる気持ちを見せる。
時田 計
流の妻。旧姓は松沢。快活な性格だが生まれつき心臓が弱く、激しい運動ができない。小学生の頃、父親を同じ病で失っている。
妊娠中だが出産には耐えきれない体である事を宣告され、不安で一杯になる。成長した子供を一目見るため、未来にタイムスリップした。その翌日から入院し、娘を出産後すぐに亡くなった。
清川 二美子
本編で最初に訪れるお客様。大手IT企業のシステムエンジニアを務めている。容姿端麗で才色兼備だが、仕事一筋で生きてきたキャリアウーマン。結婚を考えていた彼氏がいたが、別れ話を切り出されてしまう。プライドが邪魔してひき止める事ができなかったので、過去を変えようと思い喫茶店に訪れる。
別れ話をされた日である1週間前に遡ったが、本心を話せなかった挙げ句に五郎が話してくれたコンプレックスを知り、自分の愚かにショックを受け、身を引こうとした。しかし、現代に戻る直前に五郎が話したある言葉から、未来が変わった事を確信し、立ち直る。
以降のエピソードでは常連客となり、様々な形で物語に関わっている。
賀多田 五郎
二美子の彼氏で、医療会社のシステムエンジニア。仕事の都合でアメリカに行ってしまうので、二美子に別れ話を切り出す。　
顔に火傷痕があることで人から気味悪がられていたので、二美子に対しても好きになってはいけないと強く思っていた。しかし二美子の「さみしかった」という旨を聞くと、彼女が自分を本当に好いていると気付き、3年後に必ず戻ってくると話した。
15年後では流達の代わりに、喫茶店の店長代理を務めている。
平井 八絵子
喫茶店「フニクリフニクラ」の常連客の一人。近所でスナックを経営している。実家は老舗旅館で跡を継ぐよう言われていたが、両親と大喧嘩の末に家出し、絶縁状態となっていた。妹の死をきっかけに実家に戻る。
房木
喫茶店「フニクリフニクラ」の常連客の一人。以前は気難しい性格だったが、2年前に若年性アルツハイマーを患ってからは穏やかになり、妻の事も忘れてしまっている。記憶を失う前に、妻への手紙を残していた。
映画版では逆転し、若年性アルツハイマーを患った妻に寄り添う看護師の夫として登場。自分を忘れる前の妻に会う為に過去へ旅立っている。
高竹
房木の妻。本当の名字は「房木」で高竹は旧姓だが、夫が自分の事を忘れてしまったために旧姓を名乗り、本書でも高竹と書かれている。
看護師として働きながら、自分の事も忘れてしまった夫を献身的に支えている。夫が渡しそびれたという手紙を受け取るため、病を発症したばかりの2年前に戻る決意をする。
15年後の「思い出が消えないうちに」では夫婦で北海道旅行中に喫茶店を訪れ、数と再会している。
映画版では逆に、若年性アルツハイマーを患った女性という立ち位置になっている。
平井 久美
八絵子の妹。実家の旅館で若女将として働いている。家出した姉に両親は怒ってない事と実家に戻ってきて欲しい事を話すために喫茶店を訪れたが、帰り道で交通事故にあい死亡してしまう。
ミキ
未来の流と計の娘で、15歳。過去からやってきた計に対し当初は戸惑っていたが、産んでくれた事を感謝をしっかり伝えられた。後に未来から現代に訪れ、数と計と共に写真を撮った。
白いワンピースの女
時間移動できる席に座る、白いワンピースを着た幽霊の女。毎日コーヒーを飲みながら小説を読み、一日一回だけトイレのために席を立つ。無理やりどかそうとすると呪われてしまう。
亡くなった夫に会うために過去に移動したが、コーヒーが冷めてしまったために幽霊になったらしい。

#### 『この嘘がばれないうちに』
時田 数
主人公。喫茶店フニクリフニクラのウエイトレス。幼い頃から親交がある絹代との縁で、絵画教室の講師のアルバイトをする事もある。
7歳になって、初めてコーヒーを淹れた相手は要。要が現代に戻らず幽霊になってしまったので、「自分が母親を殺した」と思いこみ、塞ぎ込むようになってしまう。10歳になったある日に絹代が寄り添ってくれた事で、ようやくコーヒーを淹れられるようになった。
今でも要の事を引きずっており、死者に会いにいくお客様のコーヒーにはタイマーつきのマドラーをつけている。また、美大で知り合った彼氏ができているが、内心では自分が幸せになってはいけないと思っている。
第3話までは時間移動するコーヒーを淹れていたが、第4話では娘を妊娠したために能力を失った。
時田 流
数の従兄で、喫茶店フニクリフニクラのマスター。数が幼い頃からここで働いており、叔母である要の事件を目の当たりにしている。そのため、別人のように変わってしまった数をとても気にしていた。
再婚もせず、シングルファザーとして娘のミキを育てている。サンドイッチが得意メニューらしい。
時田 ミキ
流と計の娘で、小学一年生。一人称が「わっち」になったり、ありんす言葉を使ったりとひょうきんな性格になっている。数の事を師匠と呼び慕っている。
第1話の時点では6歳だが第4話で7歳になっているため、時間移動するコーヒーを淹れられるようになった。
千葉 剛太郎
親友と再会するために喫茶店「フニクリフニクラ」を訪れた客。勤めていた会社が倒産した後、神谷が遺した小さな定食屋を営んでいる。両親を失い1歳で天涯孤独になった遥を引き取り、自分の娘と偽り育て上げた。
神谷 秀一
剛太郎とは小学生からの知り合いで、大学時代に親友となる。妻の洋子と共に病院に向かう最中に交通事故にあい、娘の遥を残して亡くなる。
三田 絹代
絵画教室の講師を務めていたが、半年前にガンと宣告されて入院し、容体が急変して死亡。幸雄に心配をかけないよう、入院の事は黙っていた。
喫茶店の常連客でもあったので数を幼い頃から知っており、母親を失って心に傷を負った数をとても心配していた。
三田 幸雄
喫茶店「フニクリフニクラ」を訪れた客の一人で、絹代の息子。17年前に実家を飛び出して以来陶芸に打ち込んでいたが、卸売業者から騙されて多額の借金を背負ってしまい、借金返済に苦しんでいた。家族に迷惑をかけないよう気を張っていたが、絹代の訃報を知ると絶望し、過去に移動したまま戻らない事を決意する。
入院直前だった絹代に「陶芸家として成功している」と嘘をつき、長い間話しこんでいたが、絹代に自分が死のうとしている事を見破られる。そして絹代の思いを知ると現代に戻り、生きる事を諦めないと思い直した。
木嶋 京子
絹代の娘で、幸雄の姉。入院中の母に頼まれて、喫茶店のコーヒーを買いに通っている。幸雄が母の葬式に来なかった事を、病気を隠していた事を怒っているからと考えている。
木嶋 陽介
小学4年生の京子の息子。京子に付き合って喫茶店に通っている。
倉田 克樹
二美子の部下。2年前に急性骨髄性白血病を患い、余命半年と宣告される。過去や未来に一回だけ移動できるという喫茶店のうわさを聞き、未来の恋人にあうために喫茶店を訪れて、2年後に移動する。
コーヒーが冷める寸前に麻美と会う。結婚指輪をしている麻美を見て幸せになっている事を知り、嬉しそうに苦笑いしながら戻っていった。
森 麻美
二美子の部下。当時の彼氏との子供を流産し、落ちこんでいた所を倉田に慰められた事がきっかけで、倉田と交際するに至った。
喫茶店に過去の倉田が会いに来ていると知り、迷った末に意を決して会う事を決める。本当は倉田を忘れられず結婚していないが、自分が幸せだと彼も幸せになると考え、結婚していると嘘をついた。指輪は二美子から借りたもの。
万田 清
定年退職を迎えた老刑事。30年前に妻を亡くしている。
三田幸雄が未来から訪れた現場に遭遇した事で、喫茶店フニクリフニクラの特徴と過去数人の時間移動者の事を知る。利用者の内一人の話を聞いて自分の考えが間違っていると気づき、考えを改めた。
妻に渡しそびれた誕生日プレゼントを渡すため、30年前の4月1日に移動。始めは別人であると話していたが、公子の心の内を知り、思わず未来の自分である事を打ち明ける。
移動先で時田要達と会い、数がコーヒーを淹れられなくなった理由にいち早く気付いた。
万田 公子
清の妻。30年前に強盗犯と運悪く鉢合わせて命を落とす。4月1日が誕生日だが、エイプリルフールだからとからかわれるばかりなので、良い思い出がない。
清との待ち合わせで喫茶店にいる間、離婚を切り出されると不安に思っていた。かつて手作りしたハンチング帽を未来の清が被っていたことから、未来の清が清本人である事に気付いた。
時田 要
数の母親で、白いワンピースの幽霊の正体。
かつては喫茶店フニクリフニクラの店主。7歳になったばかりの数が淹れたコーヒーで亡き夫に会いにいったが、そのまま戻る事なく幽霊になってしまった。流は「コーヒーが冷める事についての認識の差異があり、こうなる事を想定してなかった」と推測しているが、実際の理由は不明。この事は数に大きなショックを与えている。
妊娠した数の「幸せになる」という宣言を聞くと、安心したかのように成仏した。計やミキが着けている小豆色のエプロンは、元々は要の所持品。
要の夫
本名不明。要の夫で、数の父親にあたる。清からは、白衣を着た頼りなさそうな男性という印象を持たれている。
要が過去にいった理由からして、数が物心つく前に死去したと思われる。

#### 『思い出が消えないうちに』
時田 数
主人公。娘の幸が北海道に行きたがったため、幸の保護者として流に同行する。時間移動の能力は失っているが、鋭い洞察力は健在。
年を重ねるうちに心境への変化がみられ、自分から積極的に人と関わろうとする姿勢を見せる。「コーヒーが冷めないうちに」で登場した房木・高竹夫妻と再会した時は、笑顔で談笑している様子だった。
時田 流
数の従兄で、喫茶店フニクリフニクラのマスター。北海道で「喫茶ドナドナ」を経営している母・ユカリが突然店を出て行ったとの知らせをうけ、責任をとって店主代理をするべく北海道に訪れる。東京に残ったミキとは毎日電話をしており、ミキに彼氏ができたと聞いた時は狼狽えていた。
時田 ミキ
流と計の娘。自分を産んですぐに他界した母・計に会う為、東京に残った。流と毎日電話しており、最近彼氏ができたらしい。
時田 縁（ユカリ）
流の母親。また、要の姉にあたる。北海道の喫茶店「ドナドナ」の店主。娘を産んでいないため、時間移動するコーヒーを淹れられる能力は健在。店に来店した少年の父親を探すため、アメリカに旅立った。
本編には登場しないが、たまに絵葉書を送ってくる。自由奔放かつ説明をしない性格であるようで、度々流や玲司を呆れさせている。また、「相手から3回断られた時に断りを受け入れる」というポリシーがある。
幸の愛読書の一つ「もし、明日、世界が終わるとしたら？100の質問」の著者。
時田 幸
7歳になったばかりの、数の娘。読書が趣味で、よく図書館にたくさんの本を借りている。意味を理解しているかは不明だが、医学書や論文のような活字が多い本を好む傾向がある。
時間移動するコーヒーを淹れる能力を受け継いだので、今作でコーヒーを淹れる役割を担当する。コーヒーを淹れる際は、数とお揃いの白いシャツとスカート、水色のエプロンを着ける。
時田（新谷） 刻
数の夫で、幸の父。世界的に有名な写真家であるために世界中を飛び回っており、年に数日だけ自宅に帰るのみ。作中には登場しないが、旅先で撮った写真を使って幸に絵葉書を届ける。
旧性は新谷。時田家に婿入りしたので戸籍上は「時田」だが、写真家として活動する時は旧性を名乗っている。
瀬戸 弥生
20歳の女性。喫茶ドナドナを噂を聞いて、大阪から訪れた客。4歳の頃に両親と死別して以来、従姉妹達からの冷遇や家庭環境を理由としたいじめを受けるなど、荒んだ人生を送ってきた。高校も通わず、中卒で止まっている。両親に自分を置いて死んだ事への恨み事を伝える為に、過去に旅立つ。
過去の喫茶店で母親の今までの人生を聞いて動揺。両親とユカリと赤ん坊の自分が写った記念写真を見て、自分も両親に愛されていた事を知る。現代へ戻った直後に現れた母親に、結婚して娘が産まれる事とこれからの人生を生きて欲しいという思いを伝えられた。
瀬戸 美由紀
弥生の母親。弥生が4歳の頃、夫共々交通事故で他界した。
4歳の時に両親が失踪して以来、弥生以上に辛く苦しい境遇で過ごした。苦しんた末に自殺を図ろうとしていた所をユカリに見られ、誘われるままに喫茶ドナドナに入り、コーヒーで未来に旅立つ。未来で弥生と対話した事で立ち直り、後に夫と産まれたばかりの娘と共に、ユカリにお礼を言いに訪問した。
轟木 ゲン
お笑いコンビ「ポロンドロン」のツッコミ担当。小学生時代から喫茶ドナドナを訪れており、ユカリとも親しい。お笑いグランプリで優勝した矢先、突然失踪してしまう。
5年前に妻の世津子を失い深く落ち込んでいたが、世津子との約束である「お笑いグランプリの優勝」を叶えるために生きてきた。約束通り優勝した事で生きる理由を失い、現代に戻らないつもりで過去に旅立つ。そこで世津子の激励を受け、再び生きるために現代に戻っていった。
林田 コータ
お笑いコンビ「ポロンドロン」のボケ担当。突然失踪したという相方がここに訪れると確信しており、お忍びで訪れると自分に連絡をするように伝言する。
吉岡 世津子
轟木の妻。難病を患い、5年前に死去。
小学5年生の時、当時転入生だった轟木にいじめから助けてもらった事がきっかけで、彼に思いを寄せるようになる。やがて轟木・林田と共に上京してからは昼夜問わず働き、二人を支えた。
布川 麗子
喫茶ドナドナの常連客。マモルという彼氏と結婚を前提に交際していたが、妹の雪華を失った悲しみから精神障害を患い、一方的に拒絶した。
停電の日に過去から現れた雪華と再会し、笑って生きて、幸せになる事を約束。後にマモルと和解して結婚し、マモルの故郷である徳島で暮らす事となった。
布川 雪華
麗子の妹。原因不明の難病を患ったために数ヶ月前に亡くなる。
喫茶ドナドナでアルバイトをしており、自分の死後の麗子が笑わなくなる事を気にしていた。ユカリに相談し、喫茶ドナドナを訪れているはずの麗子に会いに未来へ旅立つ。
村岡 沙紀
喫茶ドナドナの常連客の一人。函館の大学病院で精神科医を務めており、布川麗子の主治医でもある。
小野 玲司
喫茶ドナドナでアルバイトをしている青年。お笑い芸人になるために、上京する事を目標としている。ユカリが店を開けてしまった為、流に店主代理を依頼する。
松原 菜々子
玲司の幼なじみで、喫茶ドナドナの常連客の大学生。実は深刻な病を抱えており、アメリカで治療を受ける為に旅立つ事を隠していた。
玲司からのプロポーズを受け入れて移植手術を行うも、容体が急変。流達が東京に戻った後、訃報が伝えられる。

### 書誌情報（小説）
- コーヒーが冷めないうちに（2015年12月5日、サンマーク出版 ISBN 978-4-7631-3507-0）
- この嘘がばれないうちに（2017年3月20日、サンマーク出版、ISBN 978-4-7631-3607-7）
- 思い出が消えないうちに（2018年9月25日、サンマーク出版、ISBN 978-4-7631-3720-3）

### オーディオブック

#### FeBe版
FeBe（現・audiobook.jp）が配信している。
コーヒーが冷めないうちに
2016年10月に配信が開始された。
キャスト
- 時田数：高田憂希
- 時田計：瀬戸ひかり
- 時田流：大泊貴揮
- 清川二美子：増田いつか
- 房木康徳：小林範雄
- 高橋奈津江
- 瑞沢渓
- 菅野えみ
- 賀多田五郎：多田啓太
- 朗読：田所陽向

この嘘がばれないうちに
2018年6月に配信が開始された。
キャスト
- 時田数：高田憂希
- 時田流：大泊貴揮
- ミキ：菅野えみ
- 千葉剛太郎：永野善一
- 神谷秀一：小林直人
- 木嶋京子：山名枝里子
- 木嶋幸雄：井上健一
- 絹代：瑞沢渓
- 倉田克樹：大町朋裕
- 賀多田二美子：増田いつか
- 賀多田五郎：多田啓太
- 万田清：浅科准平
- 朗読：田所陽向

#### Audible版
Audibleから「コーヒーが冷めないうちに」が2018年8月、「この嘘がばれないうちに」が2019年4月に配信が開始された。キャストは一人語りで白川周作が担当した。

## 映画
小説『コーヒーが冷めないうちに』『この嘘がばれないうちに』を原作として映画化され、2018年9月21日に公開された。主演は有村架純。監督は塚原あゆ子。
2019年、第42回日本アカデミー賞話題賞・新人俳優賞を伊藤健太郎が受賞。
全国307スクリーンで公開され、2018年9月22日 - 23日の全国週末興行成績（興行通信社）では観客動員が15万6000人、興行収入2億300万円を記録し、初登場2位となった。映画公開4日間（2018年9月21日 - 24日）では観客動員29万5000人、興行収入3億7400万円となっている。2019年1月発表の総興行収入は15.0億円。
タイでは2019年2月14日から公開。

### キャスト
- 時田数 - 有村架純（幼少期：高松咲希[22]）
- 新谷亮介 - 伊藤健太郎
- 清川二美子 - 波瑠
- 賀田多五郎 - 林遣都
- 時田流 - 深水元基
- 平井久美 - 松本若菜
- 高竹佳代 - 薬師丸ひろ子
- 平井八絵子 - 吉田羊
- 房木康徳 - 松重豊
- 時田要 - 石田ゆり子
- 未来 - 山田望叶
- 渡辺憲吉
- 佐藤直子
- 猫田直
- 長谷川ティティ
- 髙橋里恩
- 城戸愛莉
- 梶原みなみ
- 田中偉登
- 西田彩乃
- 高橋拓伸

### スタッフ
- 原作 - 川口俊和『コーヒーが冷めないうちに』『この嘘がばれないうちに』（サンマーク出版刊）
- 監督 - 塚原あゆ子
- 脚本 - 奥寺佐渡子
- 音楽 - 横山克
- 主題歌 - YUKI「トロイメライ」（EPICレコードジャパン）
- 企画プロデュース - 平野隆
- プロデューサー - 岡田有正、進藤淳一
- 共同プロデューサー - 大脇拓郎
- ラインプロデューサー - 坂本忠久
- 撮影 - 笠松則通
- 照明 - 渡邊孝一
- 録音 - 武進
- 美術 - 五辻圭
- 衣装 - 宮本まさ江
- 編集 - 宮島竜治
- 記録 - 森本順子
- VFXスーパーバイザー - 松野忠雄
- 俳優担当 - 奥田由美
- 助監督 - 佐野友秀
- 制作担当 - 樫崎秀明
- 配給 - 東宝
- 制作プロダクション - フィルムフェイス
- 製作幹事 - TBSテレビ
- 製作 - 「コーヒーが冷めないうちに」製作委員会（TBSテレビ、東宝、毎日放送、サンマーク出版、FLaMme、CBCテレビ、KDDI、博報堂、RKB毎日放送、TCエンタテインメント、TBSラジオ、トーハン、北海道放送、東北放送、静岡放送、中国放送、GYAO）

### 受賞歴
- 第42回日本アカデミー賞[23]
  - 話題賞 俳優部門 - 伊藤健太郎[24]
  - 新人俳優賞 - 伊藤健太郎

### テレビ放送
| 回数 | テレビ局  | 番組名（放送枠名） | 放送日            | 放送時間    | 放送分数 | 視聴率 | 備考                      |
| ---- | --------- | ------------------ | ----------------- | ----------- | -------- | ------ | ------------------------- |
| 1    | TBSテレビ | （なし）           | 2020年3月12日(水) | 2:05 - 4:15 | 130分    | 1.1%   | 地上波初放送 関東ローカル |

- 視聴率はビデオリサーチ調べ、関東地区・世帯・リアルタイム。